# Sydney City Soccer Club
Il Sydney City Soccer Club, meglio nota come Sydney City, è una società calcistica australiana con sede nella città di Sydney.

## Storia
Il club è stato costituito nel 1939 come Sydney Hakoah dalla comunità ebraica di Sydney. Ha giocato tra il 1977 e il 1986 nella National Soccer League come Eastern Suburbs (1977-1979) e Sydney City (1979-1987).

### NSL
Uno dei membri fondatori della NSL, il Sydney City ha dominato nel primo decennio di questa competizione, vincendo quattro titoli, di cui tre di fila tra il 1980 e il 1982. Tuttavia, nonostante questi successi, gli spettatori erano pochi, e, i vari problemi nella NSL hanno fatto sì che i Sydney City si ritirassero dalla NSL nel 1987.

### Ritorno alla NSW State League
Dal 1988 a oggi, Sydney City ha giocato nella NSW State League North Conference del NSW. Ha una forte rivalità con alcuni club nella divisione come i Lakemba Sport Club.

## Palmarès

### Competizioni internazionali
- Oceania Cup Winners' Cup: 1

1987

### Competizioni nazionali
- NSL: 4

1977, 1981, 1982, 1983
- NSL Minor Premiers: 2

1984 (Northern Division), 1985 (Northern Division)
- Coppa d'Australia: 2

1965, 1968
- NSL Cup: 1

1986

### Competizioni statali
- New South Wales Premiers: 5

1968, 1970, 1971, 1973, 1974
- New South Wales Federation: 4

1961, 1962, 1966, 1968
- New South Wales Federation Cup: 5

1959, 1961, 1963, 1965, 1971
- Ampol Cup: 3

1957, 1968, 1973